# Holcocera confectella
Holcocera confectella é uma espécie de mariposa do gênero Holcocera pertencente à família Coleophoridae.